# Allan Gordon Bell
Allan Gordon Bell (* 24. Mai 1953 in Calgary, Alberta) ist ein kanadischer Komponist.

## Leben und Wirken
Bell studierte von 1974 bis 1980 Komposition an der University of Alberta bei Violet Archer, Malcolm Forsyth und Manus Sasonkin, daneben 1978 an der Banff School of Fine Arts bei Jean Coulthard, Bruce Mather und Oskar Morawetz. 1982 studierte er Filmmusik bei Earle Hagen in Toronto.
Von 1978 bis 1980 war Bell künstlerischer Leiter des Calgary Contemporary Ensemble. Zur gleichen Zeit und erneut von 1985 bis 2003 unterrichtete er Komposition an der University of Calgary.
Bell komponierte Werke für Soloinstrumente, Kammerensembles, Orchester und elektroakustische Instrumente, außerdem auch Schauspiel-, Ballett- und Filmmusiken. Für seine Chorwerke erhielt er 1994 und 1999 einen Preis der Association of Canadian Choral Conductors. Sein Stück Arche II (1989) wurde von der CBC als kanadischer Beitrag für das jährliche International Rostrum of Composers der UNESCO in Paris ausgewählt.
2012 wurde er mit der Auszeichnung Member of the Order of Canada geehrt, 2014 erhielt er für sein Werk Field Notes einen Juno Award in der Kategorie Classical Composition of the Year.

## Werke
- Pas de quatre für Perkussionsensemble, 1976
- Beltine für Violine, 1977
- Nocturne für Sopran und Klavier, 1977
- Prelude and Passacaglia für Klavier, 1977
- Arche für Streichquartett, 1980
- Encounters für zwei Violinen und zwei Celli, 1980
- Five Rituals für Flöte, Oboe, Klarinette, Horn, Fagott und zwei Schlagzeuge, 1980
- Morning Music: A Reflection upon Stillness für Violine und Klavier, 1980
- Dynamus für Streichorchester, 1980
- Kinesis für Sprecherin, zwei Klaviere und zwei Schlagzeuge, 1981
- Drawing down the Moon für Streichorchester, 1982
- Mistaya für zwei Schlagzeuge, 1982
- Monashee: Three Lyric Sketches für Cello und Klavier, 1982
- From Chaos to the Birth of a Dancing Star für Blasorchester, 1983
- Concerto für Schlagzeug und Orchester, 1984
- The Gift of the Wolf, Musiktheater für Sprecher, Kinderensemble, Violine, Cello und Klavier, 1984
- Gaia für Flöte, Oboe, Klarinette, vier Celli, Klavier und zwei Schlagzeuge, 1984
- The Ugly Duckling, Musiktheater für Frauenstimme, Flöte, Violine und Klavier, 1985
- In the Eye of Four Winds für Blasorchester, 1986
- An Enchantment für Cello und Klavier, 1986
- Prairie für Synthesizer und Computer, 1986
- Innua: Three Masks für Violine, Cello und Klavier, 1987
- The Ascendant Voice für Bläserensemble, 1988
- Concerto for Two Orchestras, 1988
- Prairie II für Synthesizer, digitale Sampler und Computer, 1988
- Sonora Borealis für Klavier, 1989
- Vision Quest für Blasorchester, 1989
- Arche II für Streichquartett, 1989
- Orca für neun Spieler, 1989
- Lumen: A Quintet für zwei Violinen, zwei Violen und Cello, 1990
- Moon of Flowers für Synthesizer, digitale Sampler und Computer, 1990
- A Prairie Requiem für Klarinette, Harfe und Marimba, 1991
- An Elemental Lyric, 1992
- Old Coyote’s Saturday Night für Klavier, 1992
- Snow – More Snow – Snow für Bassklarinette, Cello und Marimba, 1993
- Four Grassi Lakes Seasons für Kinderchor und Klavier, 1993
- Aurages: Seven Ephemera für Flöte, Violine, Viola, Cello und Kontrabass, 1994
- Spirit Trail, 1994
- Arche III für Violine, Schlagzeug und Streichorchester, 1994
- Shadows, Echoes, Impressions für digitale Sampler und Computer, 1994
- Animus für Altsaxophon, Schlagzeug und Streichorchester, 1995
- Nebulae für Klavier, 1995
- Danse sauvage für Klavier, 1996
- Sweetgrass für Flöte, Klarinette, Violine, Cello, Klavier und Schlagzeug, 1997
- Chthonic Canons für drei Tubas, 1998
- Sundogs Reel für Streichorchester, 1998
- Turtle Wakes – An Opera, 1998
- Two Roads to the Heartland für Kinderchor und Klavier, 1998
- Chiaroscuro, 1999
- a great arch softening the mountains für Stimme, Bassklarinette, Violine, Klavier und aXio/sound files, 2001
- Symphonies of Hidden Fire, 2002
- Trails of Gravity and Grace für Klarinette, Cello und Klavier, 2003
- Coriolis für Klavier und Violine (auch Viola oder Cello), 2003
- Serenity für kleines Orchester, 2004
- Phénomènes für Violine, Cello und Klavier, 2008
- Symphonies of Earth and Sky, 2009
- Gravity and Grace, 2016
- Pulling the Light für Ensemble, 2018